# 川城镇
川城镇，是中华人民共和国甘肃省临夏回族自治州永靖县下辖的一个乡镇级行政单位。 区域面积64平方千米。

## 行政区划
川城镇下辖以下地区：
地泉村、川城村、上王村、冯山村、汪家村和下岭村。